# Торопов Олександр Федорович
Олександр Федорович Торопов (нар. 1923 — пом. 27 травня 1946) — радянський військовик періоду німецько-радянської війни. Відзначився у третій битві за Харків, один із 25-ти Широнінців. Герой Радянського Союзу (1943).

## Біографія
Народився в 1923 році в селі Високово, нині Мишкинському району Ярославської області РФ, в сім'ї робітника. Росіянин. Закінчив 7 класів сільської школи. Працював станочником на машинобудівному заводі в м. Рибінськ.
З 1941 року у РСЧА. У діючій армії із серпня 1941 року.
Стрілець 78-го гвардійського стрілецького полку (25-та гвардійська стрілецька дивізія (СРСР), 6-та армія, Південно-Західний фронт) гвардії рядовий Торопов був у складі взводу під командуванням гвардії лейтенанта Широніна Петра Миколайовича, що 2 березня 1943 року брав участь у відбитті атак танків, бронемашин і піхоти противника біля залізничного переїзду на південній околиці села Таранівка (нині Зміївський район Харківської області України). Взвод втримав позиції, знищивши 16 танків, і до 100 гітлерівців.
18 травня 1943 року гвардії червоноармійцю Торопову Олександру Федоровичу присвоєно звання Героя Радянського Союзу.
Після війни служив у прикордонних підрозділах підпорядкованих НКВС СРСР.
Загинув 27 травня 1946 року у бою з бійцями УПА. Похований в місті Мостиська Львівської області.